# 누게두산니콜로
누게두산니콜로(Nughedu San Nicolò, 사르데냐어: Nughedu Santu Nigola)는 이탈리아 사르데냐 주 사사리도에 있는 코무네이다. 칼리아리에서 북서쪽으로 약 180 킬로미터 (112 마일), 사사리 (사르데냐)에서 남동쪽으로 약 50 킬로미터 (31 마일) 떨어져 있다.
누게두산니콜로는 다음 지방 자치체와 접해 있다: 아넬라, 보노, 보노르바, 불테이, 이티레두, 오지에리, 파타다.